# Internetadres
Met internetadres kan men bedoelen:
- Een URL zoals http://nl.wikipedia.org/ of een domeinnaam zoals nl.wikipedia.org
- Een IP-adres zoals 145.97.39.130

Een domeinnaam en een IP-adres worden aan elkaar gekoppeld via het DNS (domain name system).